# Philipp Heineken (Kaufmann)

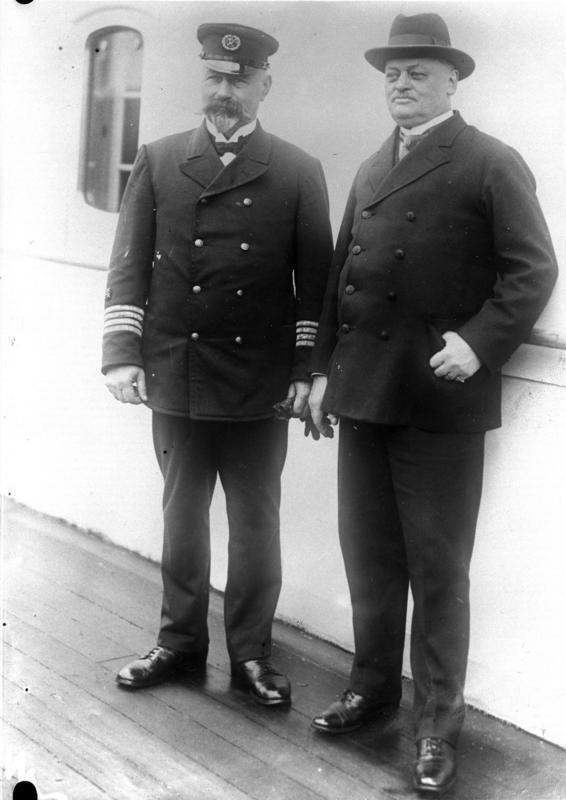
Heineken rechts

Philipp Cornelius Heineken (* 1. März 1860 in Bremen; † 28. Dezember 1947 in Tutzing) war ein deutscher Kaufmann in Bremen und Generaldirektor des Norddeutschen Lloyds (NDL).

## Biografie

### Der Kaufmann

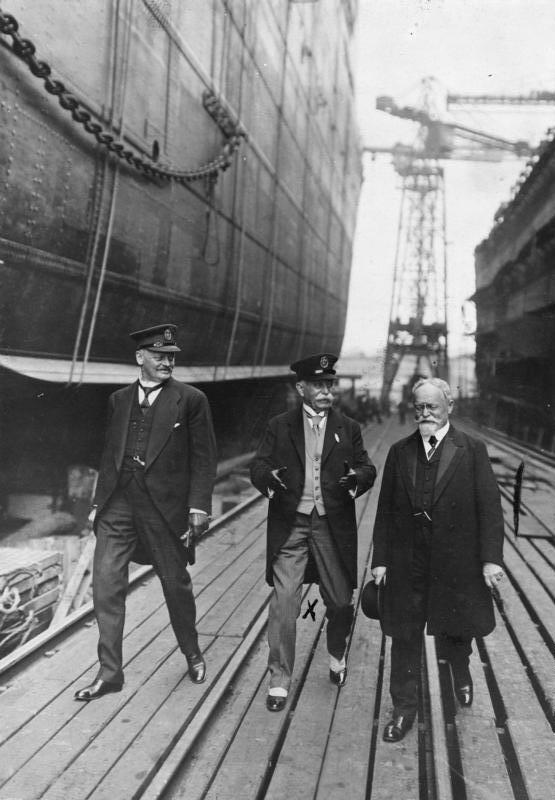
1914: Stapellauf des Lloyddampfers Zeppelin; von links nach rechts: Heineken, Graf Zeppelin und Vulkan-Direktor Nawatzki

Heineken war der Sohn des Rechtsanwalts Johannes Heineken (1822–1899). Er besuchte das Alte Gymnasium in Bremen. Nach einer dreijährigen Lehre als Kaufmann war er in Liverpool sechs Jahre in einer Baumwollfirma tätig. Zurück in Bremen war er 1886 Mitbegründer der Baumwollfirma Heineken & Vogelsang, eine Firma mit mehreren Niederlassungen. Heineken wurde in dieser Zeit Mitglied der Bremer Bürgerschaft. 1903 war er Gründungsmitglied des Verkehrsverein Bremens.

### Beim Norddeutschen Lloyd
Ab 1902 war er Mitglied im Aufsichtsrat der Reederei Norddeutscher Lloyd (NDL). 1905 nahm er für ein Jahr das Amt des Präses der Handelskammer Bremen war. 1906 wurde er Mitglied im Vorstand des NDL und leitete alle Fachabteilungen. Nach dem Tod von Generaldirektor Heinrich Wiegand hatte von 1909 bis 1920 Heineken dieses Amt inne. Er konsolidierte den in dieser Zeit angeschlagenen Reedereikonzern. In seiner Zeit wurde das repräsentative Verwaltungsgebäude an der Papenstraße in Bremen eingeweiht. Auf den lukrativen Nordatlantikpassagen setzte der NDL sehr repräsentative Schiffe ein. Die Reederei beschäftigte rund 22.000 Menschen. Der Erste Weltkrieg beendete die Aufwärtsentwicklung der Firma, die sich zunächst mit Seebäderdiensten, Bugsierdiensten und Leichterschiffen sowie mit dem Technischen Betrieb über Wasser hielt. Heineken gelang es 1920, dass der NDL mit der United States Lines einen Agenturvertrag abschloss und der Liniendienst New York–Bremerhaven wieder aufgenommen werden konnte. In der Führung des NDL wurde der Jurist Carl Joachim Stimming ab 1921 Generaldirektor, während Heineken nun mit nur noch geringem Einfluss als Aufsichtsratsvorsitzender fungierte. 1922 verlieh ihm die Technische Hochschule Danzig die Ehrendoktorwürde (Dr.-Ing. E. h.). 1933 legte er auf Grund einer neuen, schweren wirtschaftlichen Krise beim Lloyd alle Ämter dort nieder. Der bremische Staatsrat Karl Lindemann übernahm bis 1945 den Vorsitz im Aufsichtsrat.
Philipp Heineken gehörte als kaufmännisches Mitglied der Stiftung Haus Seefahrt seit  dem Jahr 1900 an.